# Jordán dinár
A dinár Jordánia hivatalos pénzneme. 1949-ben váltotta fel a palesztin fontot.
1995. október 23-án meghatároztak egy fix árfolyamot, az amerikai dollárhoz kötve azt.

## Érmék

### 1992-es sorozat
1992 óta a filsz és a dirham már nem használatos az arab nyelvben, az angol megnevezéseket pedig dinárban és qirshben vagy piaszterben adják meg
| Kép | Névérték    | Tulajdonságok | Tulajdonságok | Tulajdonságok                               | Leírás  | Leírás              | Leírás                     | Dátum      | Dátum       |
| Kép | Névérték    | átmérő        | tömeg         | összetétel                                  | szegély | előlap              | hátlap                     | kibocsátás | visszavonás |
| --- | ----------- | ------------- | ------------- | ------------------------------------------- | ------- | ------------------- | -------------------------- | ---------- | ----------- |
|     | 1 piaszter  | 25 mm         | 5,5 g         | rézzel bevont acél                          | sima    | II. Abdullah király | névérték arabul és angolul | 2000       | forgalomban |
|     | 5 piaszter  | 26 mm         | 5 g           | nikkelezett acél                            | érdes   | II. Abdullah király | névérték arabul és angolul | 2000       | forgalomban |
|     | 10 piaszter | 28 mm         | 8 g           | nikkelezett acél                            | érdes   | II. Abdullah király | névérték arabul és angolul | 2000       | forgalomban |
|     | 1⁄4 dinár   | 26.5 mm       | 7,4 g         | sárgaréz                                    | sima    | II. Abdullah király | névérték arabul és angolul | 2004       | forgalomban |
|     | 1⁄2 dinár   | 29 mm hétszög | 9,6 g         | gyűrű: aluminíum-bronz központ: kupronikkel | sima    | II. Abdullah király | névérték arabul és angolul | 2000       | forgalomban |

## Bankjegyek

### 2003-as sorozat
| Névérték | Méret       | Szín       | Leírás                     | Leírás                    | Dátumok   | Dátumok            | Dátumok     |
| Névérték | Méret       | Szín       | Előlap                     | Hátlap                    | Nyomtatás | Kibocsátás         | Visszavonás |
| -------- | ----------- | ---------- | -------------------------- | ------------------------- | --------- | ------------------ | ----------- |
| 1 dinár  | 133 × 74 mm | sárgászöld | Sharif Hussein bin Ali     | Great Arab Revolt         | 2002      | 2003. március 30.  | forgalomban |
| 5 dinár  | 137 × 74 mm | narancs    | Abdullah bin al-Hussein    | Ma’an-palota              | 2002      | 2002. december 22. | forgalomban |
| 10 dinár | 141 × 74 mm | kék        | Talal bin Abdullah         | Az első parlament épülete | 2002      | 2002. december 22. | forgalomban |
| 20 dinár | 145 × 74 mm | zöld       | Hussein bin Talal          | a jeruzsálemi Szikladóm   | 2002      | 2003. február 2.   | forgalomban |
| 50 dinár | 149 × 74 mm | barna      | II. Abdullah jordán király | Raghadan-palota           | 2002      | 2003. február 2.   | forgalomban |

### 2022-es sorozat
| Kép    | Kép    | Névérték | Méret       | Szín            | Leírás                                        | Leírás                      | Dátumok                   | Dátumok            | Dátumok     |
| Előlap | Hátlap | Névérték | Méret       | Szín            | Előlap                                        | Hátlap                      | Nyomtatás                 | Kibocsátás         | Visszavonás |
| ------ | ------ | -------- | ----------- | --------------- | --------------------------------------------- | --------------------------- | ------------------------- | ------------------ | ----------- |
|        |        | 1 dinár  | 133 × 74 mm | zöld            | Husszein bin Ali Medveköröm Acanthus syriacus | Petra és Rum rózsapintye    | 2022 Muszlim naptár: 1443 | 2022. december 26. | forgalomban |
|        |        | 5 dinár  | 137 × 74 mm | narancssárga    | I. Abdullah jordán király Petra romváros      | Petra romváros, tevekaraván | 2022 Muszlim naptár: 1443 | ?                  | forgalomban |
|        |        | 10 dinár | 141 × 74 mm | kék             | Talal jordán király Qusayr 'Amra              | római amfiteátrum           | 2022 Muszlim naptár: 1443 | ?                  | forgalomban |
|        |        | 20 dinár | 145 × 74 mm | olívazöld       | Husszein jordán király Husszein király-mecset | Wadi Mujib                  | 2022 Muszlim naptár: 1443 | 2023. március 21.  | forgalomban |
|        |        | 50 dinár | 149 × 74 mm | ibolya és barna | II. Abdullah jordán király Jeruzsálem         | Rum vádi                    | 2022 Muszlim naptár: 1443 | 2023. február 5.   | forgalomban |